# آتش‌تن اطلسی
آتش‌تن اطلسی (نام علمی: Pyrosoma atlanticum) نام یک گونه از سرده آتش‌تنان است.